# Kaspar Scheurer
Kaspar Scheurer (auch Caspar Scheurer; * 17. Januar 1703 in Wien; † 14. Oktober 1759 ebenda) war ein österreichischer Augustinerpater und römisch-katholischer Theologe.

## Leben

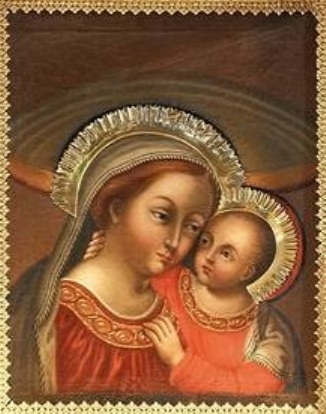
Das von Scheurer aus Rom mitgebrachte Bild der Mutter vom guten Rat, eine barocke Kopie des spätmittelalterlichen Gnadenbildes von Genazzano

Scheurer trat 1718 in Bruck an der Leitha in das Noviziat des Augustinerordens ein. Nach der Priesterweihe wirkte er von 1728 bis 1745 als Lektor der Theologie in der Hauslehranstalt der Augustiner. In dieser Zeit konnte er sich weiteren Studien widmen. Er wurde 1736 an der Universität Wien zum Dr. theol. promoviert und anschließend Mitglied der Theologischen Fakultät der Universität Wien. Mit Hofdekret vom 27. Juni 1752 stieg er dort im Rahmen der Theresianischen Studienreform zum Examinator für die Doktoranden der Theologie auf, bevor er 1753/1754 zu deren Dekan gewählt wurde. Durch die Hofresolution vom 4. Mai 1757 war er Senior der Fakultät. Schließlich erfolgte für das Studienjahr 1758/1759 nochmals die Wahl zum Dekan.
Scheurer übte weitere Ämter im Orden aus. 1752 wurde er zum Prior des Wiener Konvents zu St. Sebastian und Rochus gewählt, 1745 und 1755 zum Assistenten des Generals der deutschen Ordensprovinz der Augustiner, 1758 zum Provinzial der österreichischen Provinz. Das Amt des Priors hatte er bis zu seinem Lebensende inne.
Scheurer brachte 1754 von einer Romreise das Bild Maria vom Guten Rat nach Wien mit, das auf Wunsch der Kaiserin Maria Theresia in der Wiener Rochuskirche über dem Hochaltar angebracht wurde und noch heute dort zu sehen ist.

## Werke (Auswahl)
- Theses theologicae 1729.
- Quaestio critica, an verba, quae saepius ex Cyrilli thesauro D. Thomas citat de potestate romani pontificis: «oportet nos membra manere cum nostro capite, cum throno apostolico suo romanorum pontificum, a quo debemus rogare quae credenda tenendaque sint» etc. etc. Cyrilli sint, ut tuetur Labbaeus, an ei assuta ut du Pin extra controversiam esse non sine doctoris angelici contumelia arbitratur?, 1754.[1]
- Diss. hist.-theol. in quaestionem: utrum Gregorius V. P. M. septem electores S. M. J. constituerit? proposita in consessu theologico, 1758.
- Qu. can.-theol., an pontifex inconsultis cardinalibus et theologis possit ferre leges universum orbem christ. obligaturas?, 1756.